# Yuliya Zhuravok
Yuliya Mykolaivna Zhuravok –en ucraniano, Юлія Миколаївна Журавок– (Sumy, 10 de noviembre de 1994) es una deportista ucraniana que compite en biatlón.
Ganó dos medallas en el Campeonato Europeo de Biatlón, oro en 2018 y plata en 2019.

## Palmarés internacional
| Campeonato Europeo | Campeonato Europeo           | Campeonato Europeo | Campeonato Europeo |
| Año                | Lugar                        | Medalla            | Prueba             |
| ------------------ | ---------------------------- | ------------------ | ------------------ |
| 2018               | Val Ridanna (Italia)         | Medalla de oro     | Relevo mixto       |
| 2019               | Minsk-Raubichi (Bielorrusia) | Medalla de plata   | Individual         |